# Nickelodeon (Latinoamérica)
Nickelodeon (más conocido como Nick) es un canal de televisión por suscripción latinoamericano de origen estadounidense, orientado a niños y adolescentes. Es propiedad de Paramount Global, a través de Paramount Networks EMEAA. Su programación se basa en comedias juveniles (ya sean producidas en Estados Unidos, o localmente), series animadas y shows para la audiencia infantil. Desde el 17 de octubre de 2023, el canal es operado desde Europa, como parte de la señal transcontinental Nickelodeon Global.

## Historia
Los orígenes del canal en Latinoamérica se remontan a 1992, cuando un año después de que las primeras series originales de canal empiezan a ser transmitidas en la señal estadounidense, estas llegaron al territorio latinoamericano a través de diferentes canales quienes obtuvieron los derechos de transmisión de las mismas, como lo fueron ZAZ en México y Magic Kids en Argentina, quienes fueron los pioneros en transmitir las primeras series animadas del canal como Rugrats, Doug y Ren y Stimpy, siendo además canales infantiles que en ese tiempo, tuvieron un formato de programación similar al de Nickelodeon en los Estados Unidos; del mismo modo en Brasil, Multishow tuvo un acuerdo de distribución para las primeras series del canal antes de su llegada a Latinoamérica en 1996.
El canal es lanzado el 20 de diciembre de 1996 en Latinoamérica, originalmente como un canal de dibujos animados y series juveniles, siendo el principal competidor de Cartoon Network en aquella época. Sus primeros bloques de programación fueron Nicktoons (bloque que se dedica a transmitir las series animadas del canal) y Nick Jr. (bloque que se dedica a transmitir programación para un público preescolar).
En el año 1999, Nickelodeon lanzó su sitio web oficial para la región, mundonick.com, que permitía a la audiencia a votar por sus series favoritas en bloques especiales como Nick vs Nick, InterNick, Click Nick, Big Nick House y 15 aNICKversario. Una radio en línea llamada Nick Radio también estaba disponible en la página web en esa época, pero fue reemplazado por el sitio oficial de Nick Jr.
El 13 de febrero de 2006, se estrenó Nick at Nite, el bloque nocturno de comedias clásicas que se emitió en las noches desde las 10:00 p. m. hasta las 6:00 a. m.. Ocupaba el espacio de programación de las madrugadas del canal.
El 15 de mayo de ese año, se estrenó Skimo, la primera producción original de Nickelodeon Latinoamérica, producida en México.
El 9 de junio de 2008, el canal lanzó Nickers, un bloque de series animadas con dos anfitriones que presentaban las últimas novedades, juegos y más. Poseía un formato televisivo similar al programa Zapping Zone de Disney Channel. El bloque fue retirado del canal en diciembre de 2008 debido a su baja recepción en audiencia. Ese mismo año, se estrenaron tres nuevas producciones originales, como Isa TKM producida en Venezuela, la cual se estrenó el 29 de septiembre.
El 4 de julio de 2009, fue lanzado Nick Hits, un bloque de programación en el cual se solía emitir Nicktoons clásicos. Ocupaba el espacio de Nick at Nite en las madrugadas de los fines de semana.
El 28 de septiembre de 2009 se estrenó una secuela de Isa TKM, llamada Isa TK+. Ese mismo año, el canal lanza una nueva identidad gráfica dedicada a Bob Esponja por su décimo aniversario, y se adopta el logo Splat en su variante corta para el identificador en pantalla, y la variante completa para los comerciales del canal.
El 5 de abril de 2010, Nickelodeon vuelve a relanzar su gráfica y reformuló su programación, con un nuevo logotipo —de las últimas señales en aplicar dicho rebrand, siendo el primero Estados Unidos en el 2009—. Al relanzar el canal, Nick Hits es descontinuado y sus caricaturas clásicas formaron parte de la programación de Nick at Nite, bloque que vuelve a ocupar el espacio de las noches en los fines de semana.
En junio de 2010, Viacom consiguió los derechos para inaugurar sus propios Kids Choice Awards, basado en México, que se realizaron el 4 de septiembre de 2010.
El 20 de julio de 2010, se preestrenó una nueva producción llamada Sueña conmigo, grabada en Argentina junto con Televisa e Illusion Studios. El estreno oficial fue el 23 de agosto de ese año, protagonizada por la mexicana Eiza González y el argentino Santiago Ramundo.
El 2 de mayo de 2011, se estrenó Grachi, primera producción grabada en Estados Unidos, y protagonizada por la cubana Isabella Castillo y el colombiano Andrés Mercado. 
El 16 de abril de 2012, se estrenó Miss XV, producción grabada en México junto con Televisa, y protagonizada por las mexicanas Paulina Goto y Natasha Dupeyrón.
En mayo de 2014, fue rediseñado el sitio mundonick.com, rediseño similar a la Nick App, la aplicación oficial de Nickelodeon, disponible para dispositivos con iOS y Android.
El 1 de enero de 2015, el bloque Nick at Nite dejó de emitirse por el canal, después de casi nueve años de estar al aire.
En enero de 2016, debido a cambios estratégicos en MTV Networks, la Nick App cambia de nombre a Nick Play, para formar parte del Viacom Play Plex La aplicación fue descontinuada oficialmente el 17 de diciembre de 2020 al igual que las apps de MTV Play y Comedy Central Play y que usarían a Paramount+ en su lugar.
El 1 de agosto de 2016, el canal Nickelodeon HD (de programación independiente) cambia de nombre a Nick 2. Nickelodeon sigue emitiendo en alta definición por medio de una variante HD de la señal Panregional, lanzada el año anterior.
El 30 de diciembre de ese mismo año, el bloque de Nick Jr. temporalmente dejó de emitirse por unos días.
El 5 de junio de 2017, el canal lanzó un nuevo paquete gráfico ya estrenado antes en su contraparte estadounidense en marzo del mismo año, el cual consta de un renovado diseño de tipografía y una mezcla de colores diferente en el marco de la celebración de su 20° aniversario en Latinoamérica.
El 31 de julio, se estrenó Vikki RPM, producción grabada en Estados Unidos junto con Somos Productions, y protagonizada por la mexicana Samantha Siqueiros.
El 23 de octubre de ese mismo año, se estrenó Kally's Mashup, producción grabada en Argentina junto con Anders Media, 360 Powwow y Telefe, y protagonizada por los argentinos Maia Reficco y Alex Hoyer. 
El 17 de septiembre de 2018, se estrenó Noobees, producción grabada en Colombia por Televideo y Mediapro, y protagonizada por los mexicanos Michelle Olvera y Andrés de la Mora "Andy D".
El 6 de mayo de 2019, se estrenó Club 57, producción grabada en Miami e Italia por Rainbow S.r.l. y protagonizada por la venezolana Evaluna Montaner y el colombiano Sebastián Silva.
El 15 de junio de 2020, Nickelodeon Latinoamérica renovó totalmente el diseño de su página web oficial con una nueva interfaz de color morado al estilo del paquete gráfico estrenado desde 2017 y dejó de llamarse mundonick.com para pasar a llamarse simplemente nickelodeon.la con el dominio es para Latinoamérica.
El 3 de agosto de 2020, se estrenó el bloque Nick Rewind, donde se transmite los NickToons Clásicos y series anteriores del canal en las noches de los días de semanas series como La vida moderna de Rocko, ¡Oye, Arnold!, Rugrats, etc.
El 29 de agosto de 2023, casi 6 meses después de su cambio de logo y gráficas en Estados Unidos, Nickelodeon Latinoamérica cambió su logo y gráficas a la era Splat en el mismo día que se celebraron los Kids Choice Awards México 2023.
El 17 de octubre de 2023, Nickelodeon pasa a ser una señal manejada desde Europa, excepto en la señal México. En la señal Panregional, las promociones en cada serie ya no tienen texto, se eliminaron los cortes comerciales en medio de cada programa y los créditos finales de las series se reemplazan con créditos cortos, que indican el nombre del programa, la compañía de producción y el año, mientras que los créditos finales en la señal Brasil se reemplazan con créditos cortos junto con créditos de doblaje.Sin embargo, conserva cierta localización, como anuncios, texto localizado en promos seleccionadas y exclusiones voluntarias para producciones locales en todas las señales.
El 14 de noviembre de 2023, la señal México de Nickelodeon también pasó a ser operada desde Europa. Sin embargo, conserva los gráficos, las promociones propias, los cortes comerciales en medio de cada programa, la programación propia y los créditos finales de las series (aunque los créditos de doblaje ya no se muestran).  

## Estrellas de Nickelodeon
Varias estrellas de televisión han surgido debido al éxito de las series de comedia en las que ellos participan o han participado.
Las primeras estrellas en pisar Nickelodeon fueron Melissa Joan Hart por su protagónico en Clarissa lo explica todo, Kenan Thompson y Kel Mitchell por sus roles en Kenan & Kel y Amanda Bynes por su actuación en All That y El show de Amanda, todos ellos en años 90.
Debido a la popularización de las series de comedia, a principios de la década de los 2000 continuaron surgiendo producciones que marcaron el paso de actores como Drake Bell, Josh Peck, Miranda Cosgrove (Drake & Josh), Emma Roberts (Supernatural), Devon Werkheiser (Manual de supervivencia escolar de Ned), Jamie Lynn Spears y Victoria Justice (Zoey 101).
A finales de esa década y principios de los 2010, Miranda Cosgrove y Victoria Justice continuaron formando parte de Nickelodeon por sus protagónicos en iCarly y Victorious respectivamente, pero con ellas llegó un nuevo grupo de talentos nick conformado por jóvenes como Jennette McCurdy (iCarly y Sam & Cat), Nathan Kress (iCarly), Keke Palmer (True Jackson VP), Logan Henderson, James Maslow, Carlos Pena, Jr., Kendall Schmidt (Big Time Rush), Elizabeth Gillies, Avan Jogia, (Victorious) y Ariana Grande (Victorious y Sam & Cat).
Para el año 2013 empezó surgir un nuevo talento juvenil más que ha estado conformado más recientemente por artistas como Kira Kosarin, Jack Griffo (The Thundermans), Breanna Yde (The Haunted Hathaways y School Of Rock), Jace Norman (Henry Danger), Aidan Gallagher, Lizzy Greene (Nicky, Ricky, Dicky & Dawn), Isabela Moner (100 cosas por hacer antes de High School), Owen Joyner (100 cosas por hacer antes de High School y Escuadrón de honor), Brec Bassinger (Bella y los Bulldogs), Lilimar (Bella y los Bulldogs y Escuadrón de honor), Cree Cicchino, Madisyn Shipman (Game Shakers), Ricardo Hurtado y Jade Pettyjohn (School Of Rock).
Por su parte, la variante latinoamericana de Nickelodeon también ha generado un círculo de estrellas.
A mediados de los 2000 y principios de los 2010, el canal presentó talento latino como Daniel Tovar, Miguel Santa Rita (Skimo), María Gabriela de Faría (Isa TKM), Eiza González, Brenda Asnicar, Santiago Ramundo (Sueña Conmigo), Isabella Castillo, Andrés Mercado, Kimberly Dos Ramos (Grachi), Paulina Goto y Natasha Dupeyrón (Miss XV).
Desde mediados de los años 2010 e inicios de la década de 2020, surgieron personalidades como Maia Reficco, Alex Hoyer (Kally's Mashup), Samantha Siqueiros (Vikki RPM), Evaluna Montaner (Club 57), Sebastián Silva (Club 57), Michelle Olvera y Andrés de la Mora "Andy D" (Noobees).

## Programación
Algunos programas del canal estadounidense están presentes en la programación del canal latinoamericano, mientras que otros fueron retransmitidos debido a su finalización o cancelaciones, como iCarly, Big Time Rush, Victorious, The Thundermans y Henry Danger. En la actualidad, se encuentran las comedias Danger Force, Tyler Perry's Young Dylan y Los Thundermans: Encubiertos.  Sin dejar de lado a su programación animada, emite también series animadas como Bob Esponja, The Loud House, Los Casagrande, Los Pitufos y Piedra, Papel, Tijera.
Desde 2008 hasta 2021 el canal ha producido telenovelas y series latinoamericanas tales como Isa TKM, Isa TK+, Grachi, Miss XV, Yo soy Franky, Kally's MashUp, Noobees y Club 57 siendo esta última la primera producción musical original coproducida por la empresa Italiana Rainbow.
Desde el 2020, la emisión de series de imagen real se ha visto reducida en la señal Sur, quien pasó a enfocar su programación en más series animadas, la mayor parte de las series finalizadas son transmitidas actualmente en TeenNick. En abril de 2023, la señal Sur fue interrumpida y fusionada con la señal Centro, formando así la señal Panregional.
Desde el traslado de operaciones a Europa, en la señal Panregional dejaron de transmitirse contenidos clásicos como las primeras temporadas de Bob Esponja debido a que la programación de la señal Panregional es la misma de la señal de Escandinavia donde sólo se emite contenido producido en HD, sin embargo, en la señal México los contenidos clásicos del canal se siguen transmitiendo ya que dicha señal conserva su programación propia a pesar de que pasó a ser manejada desde Europa en noviembre de 2023. 

### Especiales

#### Abrilísimo
Es un bloque especial que se emite cada mes de abril desde el año 2003. En este bloque se muestran estrenos como por ejemplo; películas, nuevas temporadas, nuevos episodios, nuevas series, finales de temporada, episodios especiales y sobre todo, la emisión anual de los Kids' Choice Awards. El primer Abrilísimo que se vio en las pantallas de Nickelodeon Latinoamérica fue el del 2003. Hasta la actualidad se sigue realizando Abrilísimo con distintos tonos de música. Es considerado el especial de mes más longevo del canal.

#### 10 Años de Nick
Fue un bloque de evento especial se emitió del 26 de diciembre de 2006 al 28 de enero de 2007 que celebró su décimo aniversario.

#### Verano Nick
Es un evento de verano, que contiene en diferentes lugares, como en las playas y hoteles. Se lleva a cabo cada año desde 2007.

#### Día del juego
Es un evento anual realizado en diferentes lugares de Latinoamérica, siendo por primera vez realizado en el 2016 en México y Brasil, desde 2017, se realizó por primera vez en Argentina y Colombia, consiste en una serie de eventos recreativos realizados por el canal en cada una de sus zonas en Latinoamérica, donde invita a los niños a salir al aire libre y pasar el tiempo jugando mientras la pantalla del canal se apaga durante tres horas, es una versión local del evento Worldwide Day of Play, realizado por la señal estadounidense desde el 2004.

#### 15 aNICKversario
Fue un bloque de evento especial, se emitió del 24 de diciembre de 2011 al 10 de marzo de 2012, que celebra el 15 aniversario del canal.

#### Nick Retro 20 Años
Fue un bloque de evento especial, se emitió del 6 de julio al 27 de julio de 2017, que celebra el 20 aniversario del canal. Los espectadores votan por el programa clásico cada semana en diferentes batallas entre cuatro programas, siendo 16 los que compiten en total, el ganador tuvo una maratón de 1 hora todos los jueves del mes de julio de 2017.

#### Nick Rewind
Fue un bloque el cual se transmitió entre el 3 y 29 de agosto de 2020, dedicado a la emisión de series de televisión de años anteriores.

## Eventos de premiación

### Kids' Choice Awards

#### México
En junio de 2010, Viacom dio los derechos a México para hacer la primera edición de los Kids' Choice Awards en septiembre de 2010. Fue presentado el 4 de septiembre de 2010 en "El Teatro Chino de Six Flags" (El Teatro Chino de Six Flags) en el parque Six Flags México. Fue presentado por Omar Chaparro y Anahí.
El espectáculo no se mostró por televisión en vivo, sino hasta el 14 de octubre de 2010.

#### Argentina
La primera entrega se realizó el 11 de octubre de 2011, en el Microestadio Malvinas Argentinas en Buenos Aires. En la primera entrega su anfitrión fue el reconocido actor Nicolás Vázquez. Al final del show, se reveló que los Kids Choice Awards volverían en el año 2012. Es un espectáculo que honra a lo favorito para los niños en televisión, cine y música. En 2018, tuvo lugar la última edición de los Kids Choice Awards Argentina.

#### Colombia
Los Kids Choice Awards Colombia fueron confirmados en el UPFront 2014 realizados en Bogotá, se realizaron por primera vez el 30 de agosto de 2014 en el Teatro Corferias. La premiación se realizó gracias al apoyo de la serie Chica Vampiro y por las Categorías colombianas de los Kids Choice Awards México realizados el 2013. El anfitrión de esta primera edición fue el cantante colombiano Maluma.
En 2017, tuvo lugar la última entrega de los Kids Choice Awards Colombia por falta de presupuesto, además de la falta de noticias sobre los premios.

## Plataformas en línea

### Sitio web

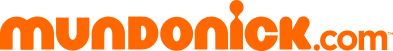
Logo de Mundonick.com (2010-2020)

El 1 de diciembre de 1999, Nickelodeon lanzó a Internet su página en Latinoamérica conocida como mundonick.com que permite a los niños.
El 5 de abril de 2010, el sitio fue rediseñado para el cambio de marca, la página incluye información de las series de Nickelodeon e incluye juegos y entre otras tantas cosas.
El 24 de octubre de 2013, Nickelodeon en Latinoamérica anuncio la renovación de su página web mundonick.com.
A fines de 2014, la web del canal renovó de nuevo estrenando nuevo diseño muy similar al de la Nick App y es ahora parecida a la página estadounidense, británica, italiana y australiana.
En junio de 2020, Nickelodeon Latinoamérica renovó totalmente el diseño de su página web oficial con una nueva interfaz de color morado al estilo del paquete gráfico estrenado desde 2017 y dejó de llamarse mundonick.com para pasar a llamarse simplemente nickelodeon.la con el dominio es para Latinoamérica.

### Nick Play
En mayo de 2014, Viacom lanzó en Latinoamérica la Nick App, la aplicación oficial de Nickelodeon, disponible para dispositivos con iOS y Android. En enero de 2016, debido a cambios estratégicos en MTV Networks, la Nick App cambia de nombre a Nick Play, para formar parte del Viacom Play Plex.
La aplicación fue descontinuada oficialmente el 17 de diciembre de 2020 al igual que las apps de MTV Play y Comedy Central Play y que usarían a Paramount+ en su lugar.

## Otros canales

### Nickelodeon HD
En septiembre de 2010, MTV Networks Latin America anunció nuevos planes para 2011 de los cuales, uno de ellos sería el lanzamiento de una versión en alta definición del canal. De esta manera, comenzó sus emisiones Nickelodeon HD, en sí un canal diferente a Nickelodeon que poseía sus propios horarios y programación de series en alta definición sin publicidad.
El canal empezó a ser distribuido a partir del 1 de junio de 2011 en México por Cablevisión y Sky; en Brasil, por Sky;, a fines de 2011, en Argentina por Gigared; y en febrero de 2012, en Uruguay por Punta Cable. 
En Colombia, Nickelodeon HD fue agregado a la oferta de Claro Colombia en junio del 2012, en el canal 240. Además, también fue agregado a la grilla de UNE dentro del paquete SuperPlay.
En Panamá, Cable Onda empezó a ofrecerlo para sus usuarios HD Premium a partir de marzo de 2013 y, en República Dominicana, el canal llegó a Claro TV con el comienzo de comercialización de los paquetes en HD de la proveedora en 2012. En enero de 2014, Claro Chile empieza a promocionar el canal en el canal 508. En Argentina, Perú y Chile, llegó en marzo de 2015 por el canal 1308 de DirecTV. El 23 de febrero de 2015, entró a la oferta de VTR en el canal 718 y el 13 de mayo de ese año por Movistar TV en el canal 823.
Viacom, el conglomerado encargado de las operaciones del canal, confirmó en abril de 2015 que Nickelodeon HD pasaría a tener programación simultánea con el resto de señales de Nickelodeon, hecho que ocurrió finalmente el 17 de diciembre de ese mismo año al lanzarse una segunda señal en HD, la cual era una versión en alta definición de la señal Panregional. Esta señal fue agregada inicialmente a las ofertas de Movistar TV, DirecTV, Claro y ETB.
Con el paso del tiempo, se lanzaron versiones HD de las señales México y Sur, las cuales reemplazaron a la señal Panregional HD en México, Argentina, Paraguay y Uruguay.

### TeenNick
Desde el 1 de agosto de 2016, la primera señal en alta definición lanzada al aire por Nick, Nickelodeon HD, renovó su imagen llamándose Nick 2, manteniendo la programación actual con nuevos bumpers de cada programa (no emite publicidad comercial). Nick 2 posee programación diferente de las variantes HD de las señales de Nickelodeon. Además de transmitir las series de televisión del canal, también transmite vídeos musicales.
El 14 de septiembre de 2020, Nick 2 fue reemplazado por TeenNick, el cual emite únicamente series de acción real de Nickelodeon.

### Nick Jr.
Fue lanzado al aire el 1 de julio de 2008 como canal. Además, es un bloque de programación de series preescolares en Nickelodeon el cual se emite en las mañanas.

### NickMusic
NickMusic debutó el 1 de septiembre de 2020 en Latinoamérica, reemplazando directamente a VH1 MegaHits, además de reemplazar manualmente en ciertas operadoras a Nicktoons Latinoamérica. Su programación consiste en solo vídeos de música popular las 24 horas y con muy pocos anuncios publicitarios.

### Canales desaparecidos

#### Nicktoons Latinoamérica
Lanzado el 4 de febrero de 2013, fue un canal dedicado a la transmisión de dibujos animados creados por Nickelodeon. El canal fue reemplazado manualmente por NickMusic en todas las operadoras  en donde se encontraba para fines de 2020.